# Lyrische Abstraktion
Die Lyrische Abstraktion ist eine Stilrichtung der Malerei, die gegen Ende der 1940er Jahre aufkam. Der Begriff Lyrische Abstraktion wurde von dem französischen Maler Georges Mathieu im Jahr 1947 geprägt (französisch abstraction lyrique) für eine Gruppe französischer Maler, die als Vorläufer und Vertreter des Informel gelten. Bei der Lyrischen Abstraktion wurden statt der konstruktiven und geometrischen Elemente der Abstrakten Malerei, spontane Improvisationen und direkt künstlerisch umgesetzte Empfindungen eingesetzt.

## Geschichte und Entwicklung
Die Lyrische Abstraktion bezeichnet zwei miteinander verbundene, aber deutlich getrennte Bewegungen in der Modernen Malerei nach dem Zweiten Weltkrieg, im Europa der 1940er und 1950er Jahre auf der einen Seite und im Amerika der 1960er und 1970er Jahre auf der anderen Seite.

## Lyrische Abstraktion in Europa
Die Europäische Lyrische Abstraktion war eine Kunst-Bewegung, die im Paris der 1940er Jahre mit der „Nouvelle École de Paris“ nach dem Zweiten Weltkrieg geboren wurde. Zu dieser Zeit versuchte Frankreich nach der Besatzung und der Collaboration seine eigene – auch künstlerische – Identität wiederzufinden.
Einige Kunstkritiker sahen in der neuen Abstraktion den Versuch, Paris wieder den künstlerischen Rang als der Hauptstadt der Kunst zu verschaffen, den die Stadt vor dem Krieg hatte. Die Lyrische Abstraktion war auch ein künstlerischer Wettbewerb zwischen Paris und der neuen amerikanischen Schule der Malerei, dem Abstrakten Expressionismus, der in New York City durch Künstler wie Jackson Pollock, Willem de Kooning und viele andere aufkam. Man spricht daher auch von der (Zweiten) École de Paris gegenüber der New York School.
Die Lyrische Abstraktion stand nicht nur im Gegensatz zu den vorangegangenen kubistischen und surrealistischen Bewegungen, sondern auch zur Geometrischen Abstraktion (oder auch „kalten Abstraktion“). Die Lyrische Abstraktion galt als eine der ersten konsequenten Umsetzungen der Lehren von Wassily Kandinsky als einem der Väter der Abstraktion. Für die Künstler in Frankreich war die lyrische Abstraktion eine neue Möglichkeit des persönlichen Ausdrucks.
Die Galerie Drouin in Paris war eines der Zentren der Lyrischen Abstraktion, wo viele Ausstellungen stattfanden. Hier wurden die Werke von Jean Le Moal, Gustave Singier, Alfred Manessier, Roger Bissière, Wols und anderen gezeigt.
Einen besonderen Aufwind bekam die Stilrichtung, als Georges Mathieu zwei wichtige Ausstellungen organisierte: „Abstraction Lyrique“ im Palais du Luxembourg im Jahr 1947 und dann die Ausstellung „HWPSMTB“ (mit Hans Hartung, Wols, Francis Picabia, dem Bildhauer François Stahly, Georges Mathieu, Michel Tapié und Camille Bryen) im Jahr 1948. Als vorherrschende Kunstrichtung wurde die Lyrische Abstraktion jedoch gegen Ende der 1950er Jahre (ab 1957) vom Neuen Realismus verdrängt, der vom Kunstkritiker Pierre Restany verteidigt wurde. Auch Yves Klein brach die Grenzen dieser Stilrichtung u. a. mit seinen Anthropométries, welche die Improvisation zwar aufgreifen, jedoch figürliche Elemente in Szene setzen.

### Vertreter der Europäischen Lyrischen Abstraktion
Künstler die von 1945 bis 1956 und später lyrisch abstrakt malten.
- Jean René Bazaine
- Roger Bissière
- Camille Bryen
- Jean-Michel Coulon
- Olivier Debré
- Jean Dubuffet
- Jean Fautrier
- Pierre Fichet
- Oscar Gauthier
- Annick Gendron
- Hans Hartung
- Alfred Manessier
- Georges Mathieu
- Francis Picabia
- Serge Poliakoff
- Greta Saur/Sauer
- Gustave Singier
- Pierre Soulages
- Nicolas de Staël
- Michel Tapié
- Gustave Tiffoche
- Wols
- Zao Wou Ki

Von April bis August 2006 wurde in Paris im Musée du Luxembourg eine Ausstellung mit dem Titel The soaring lyrical Paris 1945-1956 veranstaltet, bei der Werke von sechzig Malern zu sehen waren.

## Lyrische Abstraktion in Amerika

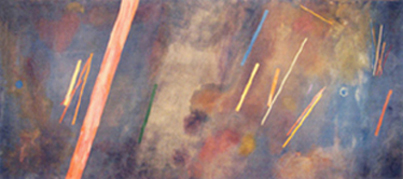
Ronnie Landfield, For William Blake 1968, 110 × 256"

Die Lyrische Abstraktion in den USA war eine US-amerikanische Bewegung abstrakter Kunst, die sich vor allem in New York City, Los Angeles, Washington, D.C., und dann auch in Toronto und London in den 1960er bis 1970er Jahren entwickelte.
Die amerikanische Lyrische Abstraktion zeichnete sich aus durch intuitiven und lockeren Umgang mit Farben, spontanen Ausdruck, illusionistische Räume, Verwendung von Acryl-Farben, Prozessbilder und Bilder, bei denen andere Maltechniken und neue technische Verfahren verwendet wurden. Die Lyrische Abstraktion beschrieb eine Richtung, die weg vom Minimalismus in der Malerei auf einen neuen Weg zu einem freieren Expressionismus führte.
Die Maler der Lyrischen Abstraktion reagierten gegen den vorherrschende Formalismus (auch die Pop-Art) und die Geometrische Abstraktion im Stile der 1960er Jahre und wandten sich neuen, experimentellen, frei-malerischen, ausdrucksstarken und abstrakten Bildgestaltungen zu.
Die Amerikanische Lyrische Abstraktion bezog sich auf den Geist des abstrakten Expressionismus, der Farbfeldmalerei und des europäischen Tachismus der 1940er und 1950er Jahre.
Der Begriff Lyrical Abstraction wurde in den USA im Jahr 1969 von Larry Aldrich, dem Gründer des Aldrich Contemporary Art Museum in Ridgefield, Connecticut, geprägt. „Lyrical Abstraction“ war auch der Name einer wichtigen Ausstellung, die ihren Ursprung im Aldrich Museum hatte und über das Whitney Museum of American Art hinaus in zahlreichen anderen Museen in den Vereinigten Staaten zwischen 1969 und 1971 gezeigt wurde. Lyrische Abstraktion war also vor allem ein künstlerischer Trend in den 1960er und frühen 1970er Jahren in Amerika.

### Vertreter der amerikanischen Lyrischen Abstraktion
Viele dieser Künstler sind nur mit einem Teil ihres Werks der Lyrischen Abstraktion zuzuordnen.
- Dan Christensen
- David William Cummings
- Don Kaufman
- Jane A. Kaufman
- Victor Kord
- Ronnie Landfield
- Pat Lipsky
- James Brooks
- Sam Gilliam
- Arshile Gorky
- Adolph Gottlieb
- Robert Motherwell
- Kenzo Okada
- Mark Rothko
- Joan Mitchell
- Norman Bluhm
- John Levee
- Ray Parker
- Paul Jenkins
- Cleve Gray
- Sam Francis
- Helen Frankenthaler
- Richard Diebenkorn
- Jules Olitski
- Kenneth Showell
- Kenneth Noland
- Jack Bush
- Friedel Dzubas
- Frank Stella
- Brice Marden
- Ron Davis
- Larry Poons